# Bosanska lilija (simbol)
Bosanska lilija ali zlata lilija se je kot simbol v Bosni in Hercegovini začela uporabljati v srednjem veku. Prisotna je bila na denarju, pečatih, zastavah, grbih plemiških dinastij, nagrobnikih, različnih okrasnih predmetih itd. Posebej priljubljena je postala v obdobju vrhunca Bosne kot najmočnejše države na Balkanu, ko ji je vladal kralj Tvrtko I. Kotromanić. Dinastija Kotromanić je za svoj simbol vzela bosansko lilijo, ki so jo običajno imenovali zlata lilija.
Po nekaterih virih lilija izvira iz obdobja, ko so Ogrski vladali Anžuvinci, vendar je ta teza manj verjetna, saj je bil kralj Tvrtko I. Kotromanić na začetku svoje vladavine z Anžuvinci v nesporazumu zaradi ogrskih teženj, da bi si priključila Bosno.

Verjetno je tudi, da je bila lilija uvedena kot vzporednica s francoskimi patarini, ki so delili nekatera osnovna načela doktrine bosanske cerkve. Na ta način je Tvrtko nameraval pokazati enotnost bosanskega ljudstva v okolju rimskokatoliške in bizantinske kulture. V vsakem primeru je zlato lilijo mogoče jemati kot avtohtoni bosanski simbol v smislu, da obstaja tudi posebna vrsta lilije, znana kot Lilium bosniacum.
- Bosanski kraljevi grb
- Bosanska lilija

Grb z zlatimi lilijami, ki ga je uporabljala kraljeva družina Kotromanić, je sestavljen iz šestih zlatih lilij na modrem polju z belo lento. S prihodom Osmanov na Balkan in padcem dinastije Kotromanić je grb sam po sebi izginil iz uporabe.

## Sodobna uporaba
Leta 1992 je bil grb z zlatimi lilijami ponovno uporabljen z razglasitvijo neodvisne Republike Bosne in Hercegovine. Zastava Republike Bosne in Hercegovine je bila sestavljena iz grba na beli podlagi. Takšna je bila tudi zastava Armade Republike Bosne in Hercegovine, vendar z zlatimi meči na vogalih grba. Grb je vklesan na grobovih bošnjaških borcev.
Leta 1998 je bila po protestih političnih predstavnikov nekdanje Herceg-Bosne in Republike Srpske zastava Republike Bosne in Hercegovine zamenjana z novo. Nekatere bošnjaške politične strukture še vedno uporabljajo grb in zastavo v ustreznih kulturnih priložnostih, na grbih nekaterih kantonov in občin pa se lilija uporablja kot simbol Bošnjakov.